# 先進巡天照相機

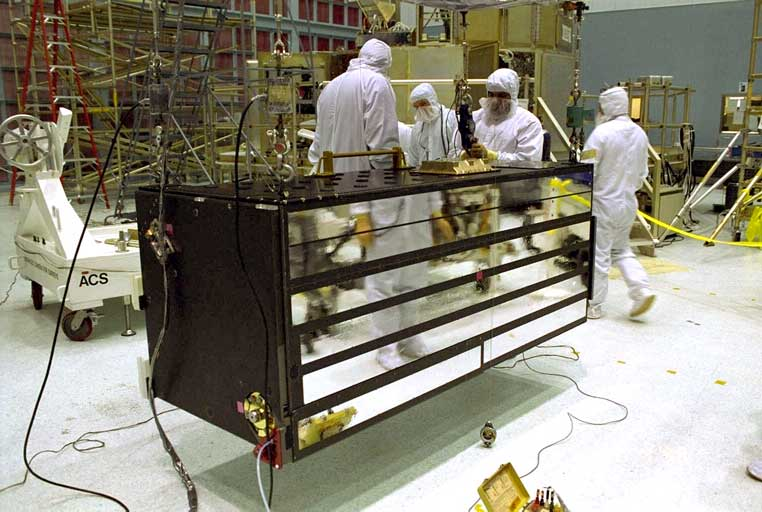
工作人員正在組裝先進巡天照相機

先進巡天照相機（英語：ACS, Advanced Camera for Surveys）是哈伯太空望遠鏡上的一架第三代軸像儀器，原始的設計和科學功能是由約翰霍普金斯大學的團隊制定的。在哥倫比亞號太空梭的貨艙上組合以前，先由貝爾航太集團和戈達德太空飛行中心進行組裝和廣泛的測試，並在甘迺迪太空中心經歷飛行前最後的檢驗。他在2002年3月1日在編號為3B（STS-109）的維護任務發射升空，並且在3月7日完成安裝。被取代掉的是最後一件的原始儀器，暗天體照相機（FOC）。
先進巡天照相機是多功能的儀器，很快就成為哈伯太空望遠鏡產生影像的主要儀器。他提供好幾種超越過去儀器的功能：三個獨立的高解析通道，涵蓋了紫外線到近紅外線區域的光譜；大區域的檢測器和量子效應，使哈伯的發現效率增加了10倍；還有豐富和能互補的濾鏡、日冕儀、測偏振器和稜柵等功能。先進巡天照相機所承擔的觀測提供我們前所未有的高靈敏度，例如涵蓋廣大的範圍，從太陽系的行星、彗星到最遙遠的類星體的哈伯超深空視場，來體認我們獨特的宇宙。
在2006年6月，先進巡天照相機因為電子設備失效而失去了工作的能力。在2006年6月30日的早晨，成功切換到另一側備用的電子設備並啟動動力之後，儀器所有的子系統，包括CCD檢測器，似乎都能正常的運作。經由遙測技術觀察，在另一側的子系統都沒有異常的現象。經過一些工程上的測試之後，先進巡天照相機在2006年7月4日恢復科學上的操作。在2006年9月29日，一個相似的電子設備再度產生缺陷。而2007年1月27日，在備用的系統上更嚴重的電子缺陷，讓望遠鏡進入了安全模式，而且美國國家航空暨太空總署的工程師相信有些科學功能已經完全損壞了，三個通道中僅剩日盲通道可以使用。在2007年2月，新視野號飛掠木星之際，還用此通道配合木星觀測任務的進行。2009年5月，先进巡天照相机在STS-125维修任务中被修复。

## 通道和檢測器
先進巡天照相機有三個獨立的通道，科學任務能從其中具體的選擇最合適的通道。在這裡簡要的敘述這些通道和他們的檢測器。
廣域通道（WFC）：這是先進巡天照相機最常被用到的通道，他的檢測器是兩個相鄰接的2048 X 4096畫素的CCD，能產製具有科學價值的16.7百萬畫素影像。廣域通道機板上的每個畫素對應的視野是0.05"，所以他的有效視野是202 " ×202 "，對光譜的探測範圍是350至1,100奈米。
高解析通道（HRC）：有兩個可供選擇的光抑制遮罩，可以遮蔽明亮的天體光源。
第一個是有兩個遮光斑點，可以用指令控制的日冕儀，直徑1.8"的斑點位於視野的中心，直徑3.0"的則靠近邊上。第一個斑點較為常用，例如主體是明亮的恆星或類星體旁的拱星盤時。第二個是位於通道的杜瓦瓶窗口入口，寬0.8”，長5”，被稱為法斯梯手指的遮罩。高解析通道的檢測器是1024 X 1024的硫碘碲(SITe) CCD，視野（26"x29"）比廣域通道（WFC）小，但是畫素的空間採樣（0.025"）是廣域通道的兩倍。在近紫外線的波段（<350奈米）上也比較靈敏。
日盲通道（SBC）由多極板微通道陣列（MAMA）組成的感測器，能很好的計數在波長範圍在115至170奈米的低背景紫外線光子，它包含光陰極、微通道極板和陽極陣列。他的空間採樣是每畫素0.030 "，視野是25 " x 25 "。先進巡天照相機的日盲通道實際上是太空望遠鏡影像攝譜儀（STIS）在2004年8月無法使用後的備品。

## 濾鏡和色散
先進巡天照相機有38個分置在3個轉輪上的濾鏡，第三個轉輪由日盲通道專用，另外兩個則在高解析通道和廣域通道的光路上共同分享。這些濾鏡包括11個寬頻濾鏡、1個中頻濾鏡、5個窄頻濾鏡，3個可見光和3個紫外線偏光濾鏡；1個高解析通道稜鏡和1個580至1100奈米的柵格。有4個的濾鏡的帶通在近紫外線，所以只能由高解析通道使用。主要的寬頻濾鏡與地基的史隆數位巡天使用的u、g、r、i、和 z濾鏡等效。五個線性衰減的濾鏡被劃分成獨立的三段，可以在380奈米至1070奈米提供波長不間斷的連續影像，因此可以確保在大範圍內觀測出紅移的發射譜線。只有中間一段適合高解析通道（HRC）。日盲通道的轉輪有一個中等頻寬的濾鏡（Lyα），5個長波濾鏡和2個物端稜鏡。

## 外部連結
- 約翰霍普金斯大學設立的先進巡天照相機網站，包含對儀器完整的敘述，地面定標的競爭、檢測器和濾鏡組。
- 設在太空望遠鏡科學協會（STScI） （页面存档备份，存于）的 先進巡天照相機網站（页面存档备份，存于）
- 先進巡天照相機釋出的全部公共影像（页面存档备份，存于）
- 全部的哈伯影像，包括先進巡天照相機，在哈伯網站上的圖集（页面存档备份，存于）
- 先進巡天照相機在 ESA/Hubble的網址（页面存档备份，存于）